# Marcel Delhez
M.J.A. (Marcel) Delhez (Breda, 18 mei 1967) is een Nederlands bestuurder en VVD-politicus. Sinds 27 november 2018 is hij burgemeester van Veldhoven.

## Biografie
Delhez studeerde Communicatie aan de Hogeschool Eindhoven en werkte vervolgens bij enkele uitgeverijen en onderzoeksbureau GfK. Tussen 2007 en 2013 was hij wethouder van Uden. Naast zijn wethouderschap heeft hij in 2013 de Master of Public and Non-Profit Management aan de TiasNimbas Business School afgerond.
Delhez werd op 11 mei 2015 burgemeester van Noord-Beveland. Sinds 27 november 2018 is hij burgemeester van Veldhoven. Delhez is getrouwd en heeft een zoon en dochter. In zijn vrije tijd houdt hij onder andere van tennissen, wandelen en zeilen.